# 김경애 (컬링 선수)
김경애(金敬愛, 1994년 1월 21일~)는 대한민국의 컬링 선수이다. 2017년 동계 아시안 게임 여자 컬링에서 대한민국 국가대표로서 은메달을 땄고, 2018년 동계 올림픽 컬링 여자 종목에서 서드 (제3선수)로 활약하고 있다.
같은 컬링 국가대표인 김영미의 여동생이기도 하다. 별명은 2013년 다른 선수들과 식사를 하다 즉석에서 지은 이름인 '스테이크'.

## 선수 경력

### 어린 시절
1994년 1월 21일 경상북도 의성군에서 태어나, 김영미와 함께 홀어머니 밑에서 자랐다. 종교는 개신교(예장합동)이다. 2006년 5월 의성군에 컬링훈련원이 완공된 후, 대회를 준비하고 있던 언니 김영미로부터 브룸을 놓고왔으니 경기장으로 가져다 달라는 연락을 받았다. 그래서 브룸을 들고 갔는데 컬링연습하는게 너무 재미있어 보여서 집에 가지 않고 계속 앉아서 보고 있었다. 그러자 의성여고 체육교사가 다가와서 하고 싶으면 친구를 데려오라고 했다.
다음날, 학교에 도착한 그녀는 교실 칠판에 대문짝만하게 '컬링할 사람 모집'이라고 적었는데 여기에 하겠다고 나선 사람이 바로 같은반 친구이자 팀 킴의 세컨드 김선영이었다.
중학교 3학년이던 2008년 12월, 2009년 동계 유니버시아드 컬링 국가대표 선발전에 의성여중 대표로 참가해 우승하면서 첫 국가대표가 되었다. 의성여고 컬링부에 들어간 2009년에는 주니어컬링선수권대회에서 우승하여 2010년 아태주니어선수권대회에 출전하게 되었고, 결승전에서 중국과 만나 3-4로 아쉽게 패배하였으나 생애 첫 국제대회 은메달을 획득했다. 이때부터 김경애는 최우수 선수로 불리며 기대 유망주로 보도되고 있었다.
2014년 스위스 플림스에서 열린 세계 주니어선수권에서 다시 국가대표로 출전해 리그전에서 캐나다와 공동 1위에 올라 첫 자력진출을 이뤄냈으며 결승전까지 진출, 캐나다에게 패배했지만 세계챔피언십으로는 처음으로 은메달을 획득하였다. 2016년 11월 아시아태평양선수권대회에서는 결승전에서 중국을 꺾고 사상 처음으로 우승을 거머쥐었다. 이듬해 2017년 2월 삿포로 동계아시안게임 여자 컬링에 출전해 결승전에서 중국을 만났으나 5-12로 패배하고 은메달을 획득하였다.

### 2018년 동계 올림픽
2017년 10월 3일, 경기도 이천시 장애인 컬링훈련원에서 열린 2017~18시즌 컬링 국가대표 여자부 최종선발전에서 경북체육회가 4승 1패를 거두며 평창올림픽 국가대표가 되었다.
2018년 2월 20일 예선 7차전 미국과의 경기에서 9-6으로 승리하면서, 예선 1위 자리를 지켰고 남은 경기결과와 상관없이 본선 진출을 확정하였다. 2018년 2월 28일 일본팀과의 준결승전에서는 10엔드까지 7-6으로 앞섰으나, 막판에 일본팀이 1점 득점에 성공하면서 7-7 동점으로 11엔드 연장전에 들어갔다. 이후 일본의 스톤이 더 가까운 상황에서 김은정의 마지막 드로가 약하게 시작되자 스위핑을 거들었고, 그대로 안착에 성공해 8-7로 승리를 확정지으며 사상 첫 올림픽 결승전에 진출하였다.

## 가족 관계
- 배우자
  - 1살 연상 일반인 남성 (2023년 5월 6일 결혼)